# 夏説
夏 説（か えつ／か せつ、? - 紀元前205年）は、秦末から楚漢戦争期の武将。趙の陳余の腹心。

## 概要
紀元前207年に、鉅鹿の戦いで秦の章邯を撃破された後に陳余が盟友の張耳と仲違いして、南皮県に隠棲して漁業に営んだときに共にした。やがて、項羽が陳余の功績を聞いて、彼を南皮県付近の三県の領主に封じた。
しかし、陳余はこれに不満を持ち、斉の田栄が項羽の言いなりになって膠東王として赴任した従子の田巿を殺害して、自ら斉王となり項羽に反旗を翻したことを聞いた陳余は夏説を田栄のもとに使者として派遣させて、田栄に謁見した夏説は「天下の盟主としての項羽のやり方には問題があります。自分に臣従した者を要衝地である王に封じて、以前の王を僻地に追いやりました。そのためにかつての趙歇は辺鄙な代の王に左遷されております。斉王さま、なにとぞ私どものために兵をお貸しくださいませ。さすれば南皮県周辺は斉の藩屏となりましょうぞ」と説いた。田栄も味方が必要であったので、快く夏説に斉兵を貸し与えた。陳余は、南皮県付近の三県の軍勢と斉の援軍を併せて、信都にいた常山王張耳を襲撃して、張耳の一族を皆殺しし、辛うじて逃亡した張耳・張敖父子は漢の劉邦を頼った。
やがて、陳余は項羽によって代に追いやられた趙歇を信都に迎えて、陳余自身は代王となったが、自らは趙の相となり腹心の夏説に代の相に任命して、代に赴任させた。
紀元前205年秋9月に、夏説は漢の上将軍韓信の討伐を受けて、その副将の曹参と鄔の東方で戦うが、大敗して敗走するも閼与で捕虜になって斬首された。